# Radio Camoapa
Radio Camoapa emisora nicaragüense, transmite desde el municipio de Camoapa, ubicada a 115 kilómetros de la capital Managua, en la región central de ese país centroamericano. Radio Camoapa fue fundada el 1 de abril de 2004, pero su inauguración oficial ocurrió el 24 de ese mes y año.
Su torre principal de transmisión está ubicada en la periferia Sur de la ciudad, a unos 612 metros de altura sobre el nivel del mar. Transmite en frecuencia modulada y en internet.

## Historia
Su transmisión en señal abierta cubre toda la región central de Nicaragua. Es un proyecto familiar de comunicación llamado Proyecto Radial La Esperanza S.A.
El proyecto inicia en marzo del 2003 y la constitución jurídica fue hasta el 17 de julio de ese mismo año, pero hasta el mes de octubre la propuesta fue presentada ante el Instituto Nicaragüense de Telecomunicaciones y Correos (TELCOR), en su calidad de entidad reguladora. La instalación de los equipos de transmisión se hizo el 28 de marzo de 2004 y desde el primero de abril iniciaron las transmisiones de prueba, hasta inaugurarla oficialmente el 24 de abril.
Al inicio, instalaron todos los equipos en los estudios centrales, contaban con un transmisor de 250 vatios que, un año después, pasó a 1 kW de potencia, inicialmente ubicando su torre en las laderas del cerro Mombachito.

## Programación
- Programa Alborada Musical
- Boletín Informativo
- Programa La Hora Feliz
- Programa Revista Musical e Informativa
- Programa Voces del Alma
- Programa Rancherito Alegre
- Programa deportivo Strike Cantado
- Entre otros.[11]

## Servicio informativo
Radio Camoapa inserta informativos: noticias locales, nacionales e internacionales, boletín informativo de lunes a viernes a las seis de la mañana y dura entre 20 y 30 minutos con una variedad de temas.

## Dirección
Mercado Municipal, 2 cuadras al Este, Camoapa, Boaco, Nicaragua.